# Mayarí
Mayarí là một đô thị và thành phố ở tỉnh Holguín của Cuba.
Thành phố này có lịch sử từ 1757, khi các nông trang đầu tiên đã được thiết lập ở khu vực thành phố ngày nay. Ngày 19 tháng 1 năm 1879, thành phố trở thành thủ phủ của đô thị này.
Vườn quốc gia Sierra Cristal (tiếng Tây Ban Nha: Parque Nacional Sierra Cristal) nằm trên một phần của đô thị Mayarí và Sagua de Tánamo.

## Thông tin nhân khẩu
Năm 2004, đô thị Mayarí có dân số 105.505 người. Diện tích là 1.307 km² (504,6 mi²), với mật độ dân số là 80,7người/km² (209người/sq mi).
Đô thị này được chia thành các phường (barrio) Barajagua, Birán, Cabonico, Cajimaya, Chavaleta Norte, Chavaleta Sur, Guayabo, Juan Vicente, Mateo Sánchez, Punta de Tabaco, Río Frío, Sae-Tia, San Gregario Norte, San Gregorio Sur và Santa Isabel.